# Weiss (rivière)
Pour les articles homonymes, voir Weiss.
La Weiss, autrefois appelée Abelsbach, est une rivière française du département le Haut-Rhin, dans la région historique de l'Alsace, en région du Grand Est et un affluent de la Fecht en rive gauche, donc un sous-affluent du Rhin par l'Ill.

## Géographie
Longue de 24 kilomètres, elle coule à travers la vallée de Kaysersberg dans le département du Haut-Rhin. Elle prend sa source à proximité du col du Linge et du col du Wettstein, à 845 mètres d'altitude. Appelée ruisseau des Basses Huttes sur sa partie amont elle ne prend vraiment le nom de Weiss qu'au niveau de la fusion du ruisseau du lac noir et du ruisseau du lac blanc 
Elle rejoint la Fecht à environ 195 mètres d'altitude, entre Sigolsheim et l'aéroport de Colmar-Houssen.

### Communes et cantons traversés
La Weiss traverse six communes, toutes situées dans le département du Haut-Rhin et deux cantons que sont, de l'amont vers l'aval, Orbey (source), Lapoutroie, Kaysersberg, Kientzheim, Ammerschwihr et Sigolsheim (confluence).
Soit en termes de cantons, la Weiss prend source dans le canton de Lapoutroie, et conflue dans le canton de Kaysersberg.

## Affluents
La Weiss a neuf affluents référencés et davantage mentionnés par Géoportail.
- le ruisseau du lac noir ou le Noirrupt (rg) 5,4 km, émissaire du lac Noir, sur la seule commune d'Orbey.
- le ruisseau du lac blanc ou le Blancrupt (rg) 4,6 km émissaire du lac Blanc, sur la seule commune d'Orbey.
- le ruisseau des Basses Huttes (rd) sur la seule commune de Orbey (qui prend sa source au pied du col du Linge à 850 m)[3]. avec un affluent :
  - le ruisseau du Cloutier (rg) sur la seule commune de Orbey
- le ruisseau le Surcenord (rg) 4,2 km sur la seule commune d'Orbey.
- le ruisseau de Tannach (rd) 5,5 km sur les deux communes de Labaroche et Orbey avec un affluent:
  - le ruisseau de Housserouse (rg) sur la seule commune de Orbey
- le ruisseau de la Conatte (rd) 2.39 km sur les deux communes de Labaroche et Orbey
- la Béhine (ou Béchine) (rg) 13,1 km sur deux communes avec six affluents.
  - le ruisseau des Bagenelles (rg) sur la seule commune du Bonhomme
  - le Faurupt (rg) sur les deux communes de Le Bonhomme et Lapoutroie
  - Goutte de l'Étang du Devin (rd) sur la seule commune de Lapoutroie
  - le ruisseau de Ribeaugoutte (rg) sur la seule commune de Lapoutroie
  - le ruisseau de la Goutte (rd) sur la seule commune de Lapoutroie
  - l'Ur (rd) 6,9 km sur les deux communes de Fréland et Lapoutroie avec deux affluents:
    - le Ruisseau de la Taupré (rg)sur la seule commune de Fréland
    -  Goutte de Pierre Combe (rg) sur la seule commune de Fréland
- le Limbach (rd) sur les communes de Labaroche, Kaysersberg et Lapoutroie
- l' Ottertal (rd) sur la seule commune de Kaysersberg.
- le Gross Kirchtal (rd) sur la seule commune de Kaysersberg.
- le Klein Kirchtal  (rd) sur la seule commune de Kaysersberg.
- le Brittelbach (rg) 3 km sur la seule commune de Kaysersberg.
- le Kleberbach (rd) sur la seule commune de Kaysersberg
- le Toggenbach (rg) 3,7 km sur la seule commune de Kaysersberg.
- le Walbach ou le Sandbach (rd) 8,4 km sur les trois communes de Ammerschwihr, Labaroche et Sigolsheim avec un affluent :
  - le Windsbach (rd) sur les deux communes de Labaroche et Ammerschwihr
- Un bras (rg) est dévié vers Kientzheim, il alimentait jadis trois moulins. Le canal de Kientzheim rejoint le lit normal de la Weiss après Sigolsheim.

La Weiss parcourt environ 10 kilomètres entre les lacs et Hachimette.

## Hydrologie

### La Weiss à Sigolsheim
La Weiss a été observée à la station A2132010 La Weiss à Sigolsheim, à 204 m d'altitude pour un bassin versant de 164 km2, depuis le 9 décembre 1968 jusqu'au 10 mars 1988.
Le module y a été de 2,99 m3/s